# PWI Most Inspirational Wrestler of the Year
Le PWI Most Inspirational Wrestler of the Year Award, décerné tous les ans depuis 1972 par le magazine de catch Pro Wrestling Illustrated, reconnaît le catcheur le plus inspirant de l'année d'après les lecteurs du magazine.

## Palmarès
| Année | Gagnant                | Finaliste            | Troisième                  | Quatrième                     |
| ----- | ---------------------- | -------------------- | -------------------------- | ----------------------------- |
| 1972  | Lord Alfred Hayes (en) |                      |                            |                               |
| 1973  | Johnny Valentine (en)  |                      |                            |                               |
| 1974  | Dick Murdoch           |                      |                            |                               |
| 1975  | Mike McCord (en)       |                      |                            |                               |
| 1976  | Bruno Sammartino       | Wahoo McDaniel (en)  | Bob Roop (en)              | Bob Armstrong                 |
| 1977  | Bob Backlund           | Don Muraco           | Bruno Sammartino           | Terry Funk                    |
| 1978  | Blackjack Mulligan     | Bruno Sammartino     | Mr. Wrestling II           | Jim Brunzell                  |
| 1979  | Chief Jay Strongbow    | Ric Flair            | Mr. Wrestling II           | Dusty Rhodes                  |
| 1980  | Junkyard Dog           | Ricky Steamboat      | Verne Gagne                | Mr. Florida (Paul Jones) (en) |
| 1981  | Bob Backlund           | Ted DiBiase          | Tito Santana               | Mr. Wrestling II              |
| 1982  | Roddy Piper            | Jimmy Snuka          | Mil Máscaras               | Jimmy Valiant (en)            |
| 1983  | Hulk Hogan             | Roddy Piper          | Buzz Sawyer (en)           | Buddy Rose                    |
| 1984  | Sgt. Slaughter         | Kerry Von Erich      | Kevin Von Erich            | Bob Backlund                  |
| 1985  | Mike Von Erich (en)    | Paul Orndorff        | Jim Duggan                 | Kevin Von Erich               |
| 1986  | Chris Adams (en)       | Magnum T.A.          | Kerry Von Erich            | Steve Williams                |
| 1987  | Nikita Koloff          | Dynamite Kid         | Chris Adams (en)           | "Superstar" Billy Graham      |
| 1988  | Jerry Lawler           | Kerry Von Erich      | Road Warrior Animal        | Jake Roberts                  |
| 1989  | Eric Embry (en)        | Nikita Koloff        | Billy Jack Haynes          | Ric Flair                     |
| 1990  | Sting                  | Hulk Hogan           | Jerry Lawler               | Nikolai Volkoff               |
| 1991  | The Patriot            | Jerry Lawler         | Sid Justice                | Bill Dundee (en)              |
| 1992  | Ron Simmons            | The Undertaker       | Ricky Steamboat            | Eric Embry (en)               |
| 1993  | Cactus Jack            | Lex Luger            | The 1-2-3 Kid              | Brutus Beefcake               |
| 1994  | Bret Hart              | Terry Funk           | The Guardian Angel         | Dave Sullivan (en)            |
| 1995  | Barry Horowitz (en)    | Sabu                 | Antonio Inoki              | Dan Severn                    |
| 1996  | Jake Roberts           | Jushin Liger         | Ahmed Johnson              | Rey Misterio, Jr.             |
| 1997  | Terry Funk             | Steve Austin         | Perry Saturn               | Roddy Piper                   |
| 1998  | Goldberg               | Steve Austin         | Mankind                    | Shane Douglas                 |
| 1999  | Hulk Hogan             | Bret Hart            | X-Pac                      | Jim Duggan                    |
| 2000  | Booker T               | Mick Foley           | Crash Holly                | Chyna                         |
| 2001  | Kurt Angle             | Chris Jericho        | Shane McMahon              | Spike Dudley                  |
| 2002  | Eddie Guerrero         | Hulk Hogan           | Shawn Michaels             | Chris Benoit                  |
| 2003  | Zach Gowen             | Kurt Angle           | A.J. Styles                | Rey Mysterio                  |
| 2004  | Eddie Guerrero         | Chris Benoit         | Eugene                     | William Regal                 |
| 2005  | Chris Candido          | Matt Hardy           | Steve Williams             | Rey Mysterio                  |
| 2006  | Rey Mysterio           | Matt Cappotelli (en) | Hardcore Holly             | CM Punk                       |
| 2007  | Jeff Jarrett           | CM Punk              | John Cena                  | Sting                         |
| 2008  | Ric Flair              | CM Punk              | John Cena                  | Jeff Hardy                    |
| 2009  | Ricky Steamboat        | Tommy Dreamer        | Sting                      | John Cena                     |
| 2010  | Shawn Michaels         | Kurt Angle           | John Cena                  | Rob Van Dam                   |
| 2011  | Rosita                 | Gregory Iron (en)    | Rob Fury                   | CM Punk                       |
| 2012  | Jerry Lawler           | Austin Aries         | Shawn Daivari              | John Cena                     |
| 2013  | Darren Young           | Dallas Page          | Daniel Bryan               | John Cena                     |
| 2014  | Daniel Bryan           | Eric Young           | Chris Melendez (en)        | Bo Dallas                     |
| 2015  | Bayley                 | John Cena            | Kevin Owens                | Roman Reigns                  |
| 2016  | Bayley                 | Cody Rhodes          | Seth Rollins               | Dean Ambrose                  |
| 2017  | Christopher Daniels    | John Cena            | Shane McMahon              | Mia Yim                       |
| 2018  | Roman Reigns           | Cody                 | Tommy Dreamer              | LuFisto                       |
| 2019  | Roman Reigns           | Kofi Kingston        | PCO                        | Becky Lynch                   |
| 2020  | Shad Gaspard           | Thunder Rosa         | Speaking Out movement (en) | Drake Maverick                |
| 2021  | Edge                   | Bianca Belair        | Big E                      | Mickie James                  |
| 2022  | Jon Moxley             | Liv Morgan           | Joe Doering                | Josh Alexander                |
| 2023  | Mark Briscoe           | Cody Rhodes          | Richard Holliday (en)      | Mickie James                  |

## Sources et références
1. ↑  (en-US) « PWI ACHIEVEMENT AWARDS – PWI Pro Wrestling Illustrated », 2 août 2023 (consulté le 4 août 2023)
2. ↑  (en) « PWI Achievement Awards: Inspirational », Pro Wrestling Illustrated, 6 janvier 2011 (consulté le 7 janvier 2011)
3. ↑  (en-US) « ACHIEVEMENT 2023: PWI AWARDS, Year In Review – PWI Pro Wrestling Illustrated », 6 mai 2024 (consulté le 19 mai 2024)